# Ванда Верминска
Ва̀нда Вермѝнска (на полски: Wanda Wermińska) е полска оперна певица, мецосопрано и сопрано, примадона на Големия театър във Варшава в междувоенния период.

## Биография
Ванда Верминска е родена на 18 ноември 1900 година в село Блошчинци, Киевска губерния на Руската империя. Учи в полската гимназия в Киев. Там пее в училищния хор и свири на пиано. По време на Първата световна война е член на Полската военна организация. След като семейството и се мести във Варшава Ванда учи пеене при Хелена Збоинска.
През 1923 година дебютира на сцената на Варшавската опера (Голям театър) в „Аида“ на Верди. От 1925 година гостува на сцена в Катовице, Лвов, Познан, Краков. Две години по-късно започва да гастролира и в чужбина. През 1934 година заминава за Бразилия, където пее на концерти организирани от Полско-бразилското дружество „Кошчушко“. Следва завръщане в Полша. При избухването на Втората световна война заминава за Италия, от където отново се връща в Южна Америка. Там концентрира основно в Рио де Жанейро, Сантяго и Буенос Айрес. През 1949 година се завръща в Полша и на следващата година започва работа във Варшавската опера. В края на своя живот се занимава с преподаване на пеене.
Ванда Верминска умира на 30 август 1988 година във Варшава.